# Верхній Бегеняш
Верхній Бегеня́ш (рос. Верхний Бегеняш, башк. Үрге Бәгәнәш) — присілок у складі Аургазинського району Башкортостану, Росія. Входить до складу Семенкинської сільської ради.
Населення — 95 осіб (2010; 105 в 2002).
Національний склад:
- башкири — 96%